# Zoran Janković (piłkarz wodny)
Zoran Janković (ur. 8 stycznia 1940 w Zenicy, zm. 25 maja 2002 w Belgradzie) – jugosłowiański piłkarz wodny, zdobywca srebrnego medalu z drużyną na Letnich Igrzyskach Olimpijskich w Tokio i złotego na kolejnych Letnich Igrzyskach Olimpijskich w Meksyku. W 1964 roku był najmłodszym zawodnikiem uczestniczącym w olimpiadzie.